# ГЕС Långhag
ГЕС Långhag — гідроелектростанція у центральній Швеції. Знаходячись між ГЕС Bullerforsen (вище за течією) та ГЕС Skedvi, входить до складу каскаду на річці Дальельвен, яка впадає в Ботнічну затоку Балтійського моря.
Для роботи станції річку перекрили бетонною контрфорсною греблею висотою 16 метрів. Інтегрований у неї машинний зал при введенні в експлуатацію у 1938 році обладнали двома турбінами типу Каплан загальною потужністю 46 МВт, які при напорі у 13 метрів виробляли 270 млн кВт·год електроенергії на рік.
У 1992—1993 роках ГЕС пройшла модернізацію, під час якої потужність гідроагрегатів збільшили до 54 МВт при незначному зростанні виробітку до 280 млн кВт·год на рік.